# Atemptat a la terminal Port Authority de 2017
L'11 de desembre de 2017, un artefacte explosiu adherit al cos de l'atacant va ser detonat en els voltants de la de l'estació d'autobusos de Port Authority, al Midtown Manhattan, a Nova York, deixant 4 ferits, cap d'ells de gravetat, apart de l'atacant. L'alcalde de la ciutat, Bill de Blasio, va descriure l'incident com "un intent d'atac terrorista". El presumpte culpable va ser identificat per la policia com Akayed Ullah, un immigrant bengalí de 27 anys.

## Atemptat
Durant el matí del dilluns 11 de desembre de 2017, es va produir una explosió en els passadissos que uneixen la terminal d'autobusos de Port Authority i l'estació de metro "Carrer 42-Terminal d'Autobusos de l'Autoritat Portuària (línia de la Vuitena Avinguda)". Aquesta explosió va ser causada per un home suïcida que volia immolar-se en el passadís. En total, 4 persones van resultar ferides, apart de l'atacant. Més tard, el mateix alcalde de Nova York, Bill de Blasio, va confirmar que el fet era un atemptat terrorista. Segons les autoritats, la bomba va explotar parcialment fet que va disminuir els efectes de l'explosió i que l'atacant i els vianants quedesin ferits tan sols lleument.

### Conseqüències
Les autoritats van evacuar preventivament diverses línies de metro, que després van tornar a funcionar. A més a més es van tancar diversos carrers per la zona propera a Times Square.

## Perpetrador
El Departament de Policia de Nova York va detenir un home caigut al terra del passadís que tenia adherit al cos una bomba amb cables i un paquet de bateries. L'atacant va ser identificat com Akayed Ullah, un home de 27 anys que havia emigrat de Bangladesh el 2010 i residia a Brooklyn. La policia va seguir investigant si l'home estava relacionat amb algun grup armat o tenia altres motivacions per dur a terme l'atemptat, però, segons va confessar a la policia, havia «actuat en nom de l'Estat Islàmic per venjar la mort de musulmans al món». Més tard, la policia va confirmar el que havia dit Akayed Ullah i va oficialitzar que l'activista estava inspirat per Estat Islàmic.

## Reacció
El president Donald Trump va dir: "En les últimes setmanes, hi ha hagut dos atacs terroristes, aquí, a la ciutat de Nova York, realitzats per estrangers amb carta verda de residència. El primer atacant va arribar amb la "loteria de visats", el segon va entrar mitjançant la immigració en cadena, dons bé, acabarem amb totes dues vies". Després d'aquest atac, va demanar el final dels visats per a immigrants de diversitat i els visats per immigració en cadena (parents residents, etc..), fent una declaració similar a la que havia fet després de l'atac del camió a Lower Manhattan el 31 d'octubre de 2017.